# Бачко-барањска жупанија
Бачко-барањска жупанија је била жупанија, односно управна јединица покрајине Банат, Бачка и Барања у Краљевини Срба, Хрвата и Словенаца 1921-1922. године. Некадашњи простор ове жупаније данас је подељен између северне Србије (већи део) и источне Хрватске (мањи део). Управно седиште жупаније био је град Нови Сад (данас у саставу Србије и аутономне покрајине Војводине). Према попису из 1921. године, жупанија је имала 784.569 становника.

## Географски положај
Бачко-барањска жупанија била је смештена у североисточном делу Краљевине СХС и обухватала је географске регије Бачку и Барању. На истоку јој је граница била река Тиса, на југу и југозападу Дунав, а на западу Драва. Северна граница није била природна, већ је одређена државном границом према Мађарској.
Суседне административне јединице биле су Торонталско-тамишка жупанија на истоку (у Банату, такође део покрајине Банат, Бачка и Барања), Сремска жупанија на југу (у Срему) и Вировитичка жупанија на западу (у Славонији).

## Историја
Бачко-барањска жупанија формирана је од делова ранијих жупанија, Бачко-бодрошке и Барањске, које су пре 1918. године биле административне јединице Краљевине Угарске у Аустроугарској, а након 1918. административне јединице покрајине Банат, Бачка и Барања у Краљевству Срба, Хрвата и Словенаца.
Тријанонским споразумом из 1920. године, била је предвиђена подела Бачко-бодрошке и Барањске жупаније између Краљевства СХС и Мађарске, а од делова ових жупанија који су остали у саставу Краљевства СХС формирана је нова Бачко-барањска жупанија. Предаја северних делова Бачке и Барање Мађарској извршена је тек 1921. године и то не директно, већ је у време повлачења војске Краљевине СХС, на тим подручјима формирана краткотрајна Српско-мађарска република Барања-Баја, коју су мађарске трупе ликвидирале.
Новом административном поделом Краљевине СХС 1922. године, уместо дотадашњих округа и жупанија формиране су области, а територија некадашње Бачко-барањске жупаније је подељена између Бачке и Београдске области.

## Становништво
Према попису из 1921. године, жупанија је имала 784.569 становника од чега:
- 277.636 Мађара
- 262.202 Срба и Хрвата
- 190.049 Немаца
- 31.071 Чехословака
- 11.040 Русина
- 4.993 Словенаца
- 3.116 Руса
- 1.633 Румуна и Цинцара

На месном нивоу, Срби и Хрвати су чинили доминантно становништво у срезовима Жабаљ и Тител, као и у градовима Нови Сад, Сомбор и Суботица, Немци су чинили доминантно становништво у срезовима Апатин, Дарда, Кула, Оџаци, Сомбор и Стара Паланка, Мађари су чинили доминантно становништво у срезовима Топола, Сента, Стари Бечеј и Батина, као и у граду Сента, док су Словаци чинили доминантно становништво у срезу Нови Сад.
По вероисповести било је 1921. године:
- 484.381 римокатолика
- 166.698 православних
- 105.524 евангелиста
- 14.427 јевреја
- 12.218 гркокатолика

## Управна подела
Управна подела Бачко-барањске жупаније била је следећа:
| Срезови             | Срезови       |
| Срез                | Седиште       |
| ------------------- | ------------- |
| Апатински срез      | Апатин        |
| Батински срез       | Батина        |
| Дарда (срез)        | Дарда         |
| Жабаљски срез       | Жабаљ         |
| Куљански срез       | Кула          |
| Новосадски срез     | Нови Сад      |
| Оџачки срез         | Оџаци         |
| Сенћански срез      | Сента         |
| Сомборски срез      | Сомбор        |
| Старобечејски срез  | Стари Бечеј   |
| Старопаланачки срез | Стара Паланка |
| Тителски срез       | Тител         |
| Тополски срез       | Топола        |
| Градови             |               |
| Нови Сад            |               |
| Сента               |               |
| Сомбор              |               |
| Суботица            |               |